# Зърникови
Зърниковите (Rhamnaceae) са семейство обхващащо листопадни и вечнозелени малки дръвчета и храсти, които често са с бодли. Растенията от това семейство имат прости листа, разположени последователно или срещуположно с предимно двуполови и по-рядко еднополови цветове. В семейството има около 60 рода и около 900 вида, които се срещат по цялото земно кълбо, но най-вече в тропиците и субтропиците.

## Родове
- Bathiorhamnus
- Adolphia
- Colletia
- Discaria
- Kentrothamnus
- Ochetophila
- Retanilla
- Trevoa
- Doerpfeldia
- Alvimiantha
- Crumenaria
- Gouania
- Helinus
- Johnstonalia
- Pleuranthodes
- Reissekia
- Maesopsis
- Hovenia
- Paliurus-Драка
- Ziziphus
- Nesiota†
- Noltea
- Phylica
- Trichocephalus
- Blackallia
- Cryptandra
- Papistylus
- Polianthon
- Pomaderris
- Serichonus
- Siegfriedia
- Spyridium
- Stenanthemum
- Trymalium
- Auerodendron
- Berchemia
- Berchemiella
- Condalia
- Frangula
- Karwinskia
- Krugiodendron
- Reynosia
- Rhamnella
- Rhamnidium
- Rhamnus-Зърнастец
- Sageretia
- Scutia
- Smythea
- Ventilago
- Alphitonia
- Araracuara
- Ceanothus
- Chaydaia
- Colubrina
- Emmenosperma
- Granitites
- Hybosperma
- Lasiodiscus
- Schistocarpaea
- Talguenea